# Kolonia Pliszczyn
Kolonia Pliszczyn [pronunciación en polaco: /kɔˈlɔɲa pliʂt͡ʂɨn/] es un pueblo ubicado en el distrito administrativo de Gmina Wólka, dentro del condado de Lublin, Voivodato de Lublin, en el este de Polonia. Se encuentra aproximadamente a 8 kilómetros al noreste de la capital regional Lublin.